# Кастильо, Андрес
Андрес Кастильо (Андрес дель Castillo) — испанский новеллист.
Жил около 1640, написал 6 новелл под общим заглавием «La mogiganga del gusto» (Сарагоса, 1641). Две из них были опубликованы в «Coleccion de novelas escogidas» (Мадрид, 1788—1791), одна в «Novelistas posteriores a Cervantes» (т. XXIII мадридской «Biblioleca de autores españoles»).